# Sporting Cristal
Sporting Cristal ist ein peruanischer Fußballverein aus dem Stadtteil Rímac der Hauptstadt Lima. Aktuell spielt der Klub in der höchsten peruanischen Klasse, der Primera División. Neben Universitario de Deportes und Alianza Lima gilt der Klub als einer der populärsten und erfolgreichsten Vereine in Peru.

## Allgemeines
Die Vereinsfarben des Klubs sind Blau-Weiß. Das Heimtrikot ist überwiegend hellblau mit weißen Akzenten. Die Stutzen sind ebenfalls hellblau, während die Hose weiß ist. Die dominierende Farbe der Auswärtstrikots ist gelb.

## Geschichte
1954 verkaufte Backus und Johnston, britischer Besitzer der örtlichen Brauerei, die ansässige Firma an peruanische Unternehmer, welche beschlossen, einen Fußball-Werksverein zu gründen. Im Ort gab es bereits einen Fußballverein, dessen Name Sporting Tabaco lautete. Nach dem Aufkauf des Klubs durch die örtliche Brauerei Cristal wurde der Verein in Sporting Cristal umbenannt. Die Gründung des neuen Klubs wird auf den 13. Dezember 1955 datiert. Bereits ein Jahr nach dessen Gründung konnte die Mannschaft die nationale Meisterschaft gewinnen.
Cristal gewann 1979 die Meisterschaft im Nationalstadion. Der Verein erzielte 19 Siege, 19 Unentschieden und 6 Niederlagen. Torschützenkönig des Teams war Julio César Uribe mit 18 Toren. Beim peruanischen Turnier 1994 ging Sporting Cristal mühelos als Sieger hervor. Die Überlegenheit dieses Teams gegenüber den anderen war so groß, dass es die Meisterschaft fünf Spiele vor seiner Fertigstellung gewann.

## Erfolge
Ihre besten Jahre waren in den 90ern, als es ihr gelang, viermal die Primera División zu gewinnen (1991, 1994, 1995 und 1996). Den bisher größten internationalen Erfolg gab es im Jahr 1997, als das Team bis ins Finale der Copa Libertadores vorstoßen konnte. In der Gruppe vier der Vorrunde setzte man sich noch glücklich mit zwei Siegen und zwei Unentschieden in sechs Spielen als Tabellendritter durch und zog damit in die Runde der letzten 16 gegen den Sieger der Gruppe zwei, den argentinischen Vertreter CA Vélez Sársfield. Nach einem 0:0 im Hinspiel folgte ein 1:0-Sieg im Rückspiel. Nachdem man es geschafft hatte, das Viertel- und Halbfinale gegen die bolivianische Mannschaft Club Bolívar bzw. gegen die Argentinier von Racing Club Avellaneda nach Hinspielniederlagen im Rückspiel wieder zu drehen, stand Sporting Cristal im Finale. Gegen den brasilianischen Klub Cruzeiro Belo Horizonte erkämpfte man sich in der ersten Begegnung ein 0:0, musste aber im zweiten Spiel durch ein 0:1 den Traum platzen lassen.
- Primera División (20): 1956, 1961, 1968, 1970, 1972, 1979, 1980, 1983, 1988, 1991, 1994, 1995, 1996, 2002, 2005, 2012, 2014, 2016, 2018, 2020[3]
  - Apertura (4): 1994, 2003, 2015, 2018
  - Clausura (6): 1998, 2002, 2004, 2005, 2014, 2016
  - Torneo de Verano (1): 2018[4]
- Copa Bicentenario (1): 2021
- Marlboro Cup (1): 1988 (zwischen 1987 und 1990 acht Mal in den USA ausgetragen)
- Copa El Gráfico-Perú (2): 2001, 2006

### Wissenswertes
- Der Uruguayer Miguel Ximénez erzielte in der Saison 2008 32 Tore. Damit stellte er den Vereinsrekord für die meisten Treffer in einer Spielzeit auf und löste Juan Cabellero ab, der 1983 insgesamt 29 Tore in einem Jahr erzielte.
- Alberto Gallardo ist der bisher einzig Stürmer, der im Dienste von Sporting Cristal zweimal die Torjägerkanone (1961, 1962) gewinnen konnte.

## Die Kader der Meistermannschaften
| Nr. | Spielzeit | Meistermannschaft | Trainer         |
| --- | --------- | --- | --------------- |
| 1   | 1956      | Rafael Asca, Reynaldo Parraga, Guillermo Lozano, Alfredo Cavero, Raúl Pini, Adolfo Donayre, Dante Rovay, Julio Navarro, Agapito Perales, Ernesto Villamares, Roberto Martínez, Dardo Acuña, Antonio García, Ernesto Rivera Carrera, Ángel Montes, Carlos Zunino, Enrique Vargas, Máximo Mosquera, Vicente Villanueva, Jaime Jiménez, Carlos Condemarín, Luis Navarrete, Antonio Sacco, Faustino Delgado, Urbano Farfán, Fernando Narciso, Luis Rivera.            | Luis Tirado     |
| 2   | 1961      | Rafael Asca, Reynaldo Parraga, Luis Rubiños, Eloy Campos, Anselmo Ruíz, Orlando de la Torre, Alberto del Solar, Roberto Elías, Hugo Carmona, Matías Quintos, Alipio Escate, Javier Márquez, Raúl Romero, Carlos Lazón, Alberto Ramírez, Nicolas Nieri, Gerardo Altuna, Félix Martínez, José del Castillo, Alberto Gallardo, Faustino Delarno, Luis Pasache, Enrique Arguedas, Carlos Castro.                                                                      | Juan Honores.   |
| 3   | 1968      | Luis Rubiños, Alberto Parraga, Amado Tejada, Eloy Campos, Fernando Mellán, Orlando de la Torre, Roberto Elías, Víctor Fernández, Anselmo Ruíz, César Tagle, Luis Beretta, Ángel Velásquez, Ramón Mifflin, Nicolás Nieri, Alfredo Quesada, Ricardo Quiñonez Arizaga, José Villanueva, José del Castillo, Alberto Gallardo, Carlos Gonzáles Pajuelo, Mario Aquije, Jorge Vásquez, Tadeo Risco, Bernabé Navarro, Julio Salas, Alfredo Cordova, Samuel Molina.        | Didí            |
| 4   | 1970      | Luis Rubiños, Rodolfo Bazán, Amado Tejada, Eloy Campos, Fernando Mellán, Orlando de la Torre, Roberto Elías, Víctor Fernández, Héctor Revoredo, César Tagle, Ramón Mifflin, Alfredo Quesada, José del Castillo, Jorge Charún, Roberto Chauca, Hernán Cortez, Alberto Gallardo, Carlos Gonzales Pajuelo, Próspero Merino, Bernabé Navarro, Tadeo Risco, Mario Aquije, Alejandro Guzmán, Carlos Lizarzaburu.                                                        | Sabino Bártoli  |
| 5   | 1972      | Ramón Quiroga, Luis Rubiños, Gerardo Rubiños, Eloy Campos, Orlando de La Torre, Víctor Fernández, Fernando Mellán, César Tagle, Gerardo Baigorria, Héctor Revoredo, Víctor Benítez, Juan Rubianes, Roberto Chauca, Ramón Mifflin, Alfredo Quesada, José del Castillo, Raúl Quiles, Luis Farfán, Luis Torres, Carlos Gonzales Pajuelo, Augusto Palacios, Vinha de Souza, Alberto Gallardo, Reynaldo Jaime, Juan P. Orbegozo, Tadeo Risco, Luiz Carlos de Oliveira. | Marcos Calderón |

## Sponsoren und Ausstatter

### Bisherige Trikotsponsoren
- aktuell: Cervecerías Peruanas Backus S.A (Cerveza Cristal)

### Bisherige Bekleidungsausstatter
- Marathon 2005–2006
- Joma 2007–2009
- Umbro 1995–1997 und 2010–2012
- Adidas 1998–2004 und (2013–aktuell)

## Stadion
Der Verein trägt zum großen Teil seine Heimspiele im Estadio Alberto Gallardo aus. Die Kapazität des Fußballstadions beläuft sich auf 18.000 Zuschauer. Erbaut wurde die Sportstätte in den 1960er Jahren. In den ersten Jahrzehnten wurde es vor allem von Amateur- und unterklassigen Mannschaften genutzt. Erst 1995 nahm sich Sporting Cristal des Stadions an und renovierte es. Am 24. September 1995 trug der Klub erstmals dort ein Spiel aus. Seither nutzt es der Verein als Heimstätte. Einzig gegen Universitario und Alianza Lima zieht das Team aus Sicherheitsgründen in das Estadio Nacional um.

## Bekannte ehemalige Spieler
(Auswahl)
- Joseph Aziz (in Deutschland für Stuttgarter Kickers, FC Augsburg, Eintracht Trier aktiv)
- Luis Alberto Bonnet (125 Tore in 244 Spielen für Sporting Cristal)
- Rinaldo Cruzado (in Europa u. a. für Grasshopper Zürich aktiv)
- Orlando de la Torre (ehemaliger peruanischer Nationalspieler; spielte von 1961 bis 1974 für Sporting Cristal)
- Alberto Gallardo (ehemaliger peruanischer Nationalspieler; in Europa u. a. für AC Mailand aktiv)
- Damián Ísmodes (aktueller peruanischer Nationalspieler)
- Julinho (ehemaliger peruanischer Nationalspieler; 135 Tore in 376 Spielen für Sporting Cristal)
- Andrés Augusto Mendoza (ehemaliger peruanischer Nationalspieler; in Europa u. a. für Olympique Marseille aktiv)
- Ramón Mifflin (ehemaliger peruanischer Nationalspieler)
- Marquinho (in Europa u. a. für Austria Salzburg aktiv)
- Franco Navarro (ehemaliger peruanischer Nationalspieler)
- Juan Carlos Oblitas (ehemaliger peruanischer Nationalspieler; später Trainer der Nationalmannschaft Perus)
- Percy Olivares (ehemaliger peruanischer Nationalspieler; in Europa u. a. für 1. FC Nürnberg aktiv)
- Roberto Palacios (ehemaliger peruanischer Nationalspieler)
- Alfredo Quesada (ehemaliger peruanischer Nationalspieler)
- Ramón Quiroga (ehemaliger peruanischer Nationalspieler)
- Oswaldo Ramírez (ehemaliger peruanischer Nationalspieler)
- Miguel Rebosio (ehemaliger peruanischer Nationalspieler; in Europa u. a. für Real Saragossa aktiv)
- Alberto Junior Rodríguez (aktueller peruanischer Nationalspieler; in Europa für Sporting Braga aktiv)
- Luis Rubiños (ehemaliger peruanischer Nationalspieler)
- Nolberto Solano (aktueller peruanischer Nationalspieler; in Europa u. a. für Newcastle United aktiv)
- Jorge Soto (ehemaliger peruanischer Nationalspieler)
- Estanislao Struway (ehemaliger Nationalspieler Paraguays)
- Miguel Ximénez (mit 32 Toren in einer Spielzeit vereinsinterner Rekordhalter)

## Trainer
Sporting wurde bisher von 58 Trainern aus acht Nationen betreut. Erste Person auf diesem Posten war der Chilene Luis Tirado. Er hatte das Traineramt zwischen 1956 und 1958 inne. Alberto Gallardo nahm in fünf verschiedenen Perioden Platz auf dem Cheftrainersessel. Mit vier je vier Beschäftigungsverhältnissen folgen Víctor Pasache und Juan Carlos Oblitas. Bisher schaffte es noch kein Coach länger als drei Spielzeiten seinen Posten zu halten. Einziger Nicht-Südamerikaner war im Jahr 1971 der Deutsche Rudi Gutendorf. Letzterer war es auch, der das Imageproblem des Vereins in seiner Autobiografie geschildert hat: „Cristal ist in Peru unbeliebt, weil es die Mannschaft der Reichen ist. Gegen Alianza, die Mannschaft der Armen – die Beliebten also –, gilt es heute zu gewinnen, gilt es zu zeigen, wer man ist. … Jeden Spieler von ›Cristal‹ empfangen gellende Pfiffe. ›Jedes Spiel hier zu Hause‹, sagt Gutendorf, ›ist für uns schwerer als ein Spiel auswärts. Wir sind als die Reichen abgestempelt. Die Zuschauer lieben die Armen, weil sie selbst am sind.‹“
| Zeitraum  | Nationalität | Name                 |
| --------- | ------------ | -------------------- |
| 1956–1958 | Chile        | Luis Tirado          |
| 1958–1959 | Argentinien  | César Viccino        |
| 1960      | Argentinien  | Carlos Peucelle      |
| 1960      | Peru         | Víctor Pasache       |
| 1961–1962 | Peru         | Juan Honores         |
| 1962      | Peru         | Víctor Pasache       |
| 1962–1964 | Brasilien    | Didí                 |
| 1964–1966 | Peru         | Alberto „Toto“ Terry |
| 1966      | Brasilien    | Yeldo Barbalho       |
| 1967–1969 | Brasilien    | Didí                 |
| 1969      | Peru         | Víctor Pasache       |
| 1969–1970 | Argentinien  | Sabino Bártoli       |
| 1971      | Deutschland  | Rudi Gutendorf       |
| 1972–1974 | Peru         | Marcos Calderón      |
| 1974      | Peru         | Rafael Asca          |
| 1974–1975 | Peru         | Eloy Campos          |
| 1976      | Peru         | Juan Honores         |
| 1976      | Peru         | Víctor Pasache       |
| 1976–1977 | Peru         | Diego Agurto         |
| 1977      | Peru         | Alberto Gallardo     |
| 1977–1978 | Uruguay      | Roque Máspoli        |
| 1978      | Peru         | Alberto Gallardo     |
| 1978–1979 | Peru         | José Fernández       |
| 1979–1981 | Peru         | Marcos Calderón      |
| 1981–1982 | Peru         | Alberto Gallardo     |
| 1982–1983 | Paraguay     | César Cubilla        |
| 1984      | Peru         | José Chiarella       |
| 1985      | Peru         | Alberto Gallardo     |
| 1985      | Peru         | José del Castillo    |

| Zeitraum  | Nationalität            | Name                        |
| --------- | ----------------------- | --------------------------- |
| 1985–1986 | Peru                    | Héctor Chumpitaz            |
| 1987–1988 | Peru                    | Miguel Company              |
| 1988      | Peru                    | Óscar Montalvo              |
| 1988–1989 | Peru                    | Alberto Gallardo            |
| 1989–1990 | Argentinien Argentinien | Óscar López Oscar Caballero |
| 1990      | Peru                    | Fernando Mellán             |
| 1990      | Chile                   | Eugenio Jara                |
| 1990–1992 | Peru                    | Juan Carlos Oblitas         |
| 1993      | Brasilien               | José Carlos Amaral          |
| 1993–1995 | Peru                    | Juan Carlos Oblitas         |
| 1996      | Brasilien               | José Luis Carbone           |
| 1996      | Peru                    | Roberto Mosquera            |
| 1996–1997 | Uruguay                 | Sergio Markarián            |
| 1997–1998 | Chile                   | Miguel Ángel Arrué          |
| 1998      | Kolumbien               | Luis García                 |
| 1998–1999 | Peru                    | Franco Navarro              |
| 1999      | Argentinien             | Rodolfo Motta               |
| 1999–2001 | Peru                    | Juan Carlos Oblitas         |
| 2001      | Argentinien             | Horacio Magalhaes           |
| 2002      | Brasilien               | Paulo Autuori               |
| 2003      | Brasilien               | Renê Weber                  |
| 2003–2004 | Peru                    | Wilmar Valencia             |
| 2004      | Peru                    | Eduardo Asca                |
| 2004–2005 | Argentinien             | Edgardo Bauza               |
| 2005–2006 | Peru                    | José del Solar              |
| 2007      | Argentinien             | Jorge Sampaoli              |
| 2007      | Argentinien             | Walter Fiori                |
| 2007–     | Peru                    | Juan Carlos Oblitas         |
|           | Peru                    | Juan Reynoso                |
| 2016      | Peru                    | Mariano Soso                |
| 2017      | Peru                    | José „Chemo“ Del Solar      |

| Zeitraum | Nationalität | Name           |
| -------- | ------------ | -------------- |
| 2018     | Chile        | Mario Salas    |
| 2019     | Peru         | Manuel Barreto |

## Präsidenten
Erster Präsident der Vereinsgeschichte wurde 1956 Blas Loredo Bascones. Er wurde 1960 durch Alfonso Raul Villegas abgelöst. Jaime Noriega Zegarra betreute dieses Amt insgesamt acht Jahre. Damit hält er den Rekord, gefolgt von seinem Vorgänger Josue Grande Fernandez, der zwischen 1972 und 1979 die Geschicke des Klubs führte. Francisco Lombardi Oyarzub ist der bisher einzige Präsident, der diesen Posten in zwei Amtszeiten besetzte.
| Name                      | Zeitraum  |
| ------------------------- | --------- |
| Blas Loredo Bascones      | 1956–1959 |
| Alfonso Raul Villegas     | 1960–1963 |
| Augusto Moral Santisteban | 1964      |
| Cesar Freundt             | 1965      |
| Augusto Galvez Velarde    | 1966–1971 |
| Josue Grande Fernandez    | 1972–1979 |
| Jaime Noriega Zegarra     | 1980–1988 |

| Name                        | Zeitraum  |
| --------------------------- | --------- |
| Federico Cuneo De La Pierda | 1989–1993 |
| Francisco Lombardi Oyarzub  | 1994–1995 |
| Alfonso Grados Carrara      | 1996–1999 |
| Francisco Lombardi Oyarzub  | 2000–2001 |
| Jaime Noriega Bentin        | 2002–2004 |
| Francisco Mujica Serelle    | 2005–2010 |
| Felipe Cantuarias           | 2011–2014 |

| Name                        | Zeitraum  |
| --------------------------- | --------- |
| Federico Cúneo De La Pierda | 2014–2018 |
| Carlos Benavides            | 2019      |